# Prospalta decolorata
Prospalta decolorata är en fjärilsart som beskrevs av Achille Guenée 1863. Prospalta decolorata ingår i släktet Prospalta och familjen nattflyn. Inga underarter finns listade i Catalogue of Life.